# PROTECT IP Act
アメリカ合衆国における知的財産保護法案 (英: The PROTECT IP Act; PIPA) は、「権利侵害または模倣した物品に特化した不正なウェブサイト」へのアクセスを抑制するための追加手段を、米国政府と著作権者へ正式に与えることを目的とした法案であり、とりわけ米国国外のサイトを対象にしていたが、廃案となった。正式名称を「Preventing Real Online Threats to Economic Creativity and Theft of Intellectual Property Act of 2011 (経済創造性に対するリアルオンライン脅威と知的財産の盗難を防止する2011年度の法律)」といい、上院法案968 (S. 968) としても知られる。
法案はパトリック・リーヒ上院議員 (民主党、バーモント州選出)と11人からなる超党派議員により2011年5月12日に共同提案された。米国議会予算局は、連邦政府が負担することになる、法律の執行に必要な22人の専任係官と26人の事務職員を雇用および教育するための費用等を、2016年までの間に4,700 万ドル掛かると見積もった。上院司法委員会は法案を可決したものの、ロン・ワイデン上院議員 (民主党、オレゴン州選出) はホールド (米国連邦議会)を掛けた。
知的財産保護法案は、2010年の議会で通過しなかったCombating Online Infringement and Counterfeits Act (COICA) の改正案となっている。また、この法案と同様の下院法案である Stop Online Piracy Act (SOPA) は2011年10月26日に提出されている。
民主党上院院内総務のハリー・リードはこの法案に関する票決を2012年1月24日に予定したが、2012年1月18日におけるインターネットでの抗議を受け、無期限に延期することを表明した。

## 内容
法案は侵害の定義を、違法コピーや偽造品、またはデジタル著作権保護技術を無効にする技術の配布と規定した。侵害は、事実や状況がその「サイト」の使用を示唆する場合、とりわけ、説明した方法によって使用可能にしたり、機能解除したり、自動的に解除になるような仕組みを導入することによって発生する。法案は、それが既存の実質的な商標または著作権法を変更しないという。
法案は、"運営と海外の登録された不正なWebサイトに対する強化執行"のために提供し、侵害行為に特化したウェブサイトに対して裁判所の命令を求める権限を米国司法省に与える。所有者または運用者が特定できない場合には、適正評価を通じて実施する。法案は被告に通知するための一般弁護士を必要とする。裁判所が命令を発効した場合、金融取引提供者、インターネット広告サービス、インターネットサービスプロバイダ、および情報検索ツール (英: information location tool) に不正なサイトとの金融取引を停止し、リンクを削除することで執行する。ここでいう「情報検索ツール」という用語は1998年制定のデジタルミレニアム著作権法からの借用で、検索エンジンを意味するだけでなく、検索内容にリンクする他のサイトも含む。
知的財産保護法案は、「情報検索ツールは、指定されたドメイン名に関連付けられたインターネットサイトへのアクセスを削除または無効にする技術的に可能かつ合理的な措置を、可能な限り迅速に講じなければならない」と述べている。なお、問題のある「インターネットサイト」へのすべてのハイパーリンクを削除する必要がある。
権限のないドメインのネームサーバは、ドメイン名から裁判所から侵害活動に従事していると認定されたウェブサイトへのIPアドレスを復元することを防ぐ、技術的に可能かつ合理的な措置をとるように命令される。ウェブサイトはまだそのIPアドレスによってアクセスすることができるが、リンクやウェブサイトのドメイン名を使用するユーザーはアクセスできなくなる。
たとえば、グーグルのような検索エンジンは、「(i) 裁判所から指定されたドメイン名に関連したインターネットサイトへのアクセスを削除または無効にすること、(ii) そのインターネットサイトへのハイパーリンクを提供しないこと」、を命じられる。
侵害行為に特化したウェブサイトの活動によって損なわれている商標や著作権の保有者は、ドメインに対して金融取引供給者やインターネット広告サービスに送金停止と広告削除を行使する裁判所の仮処分を申請することはできるであろうが、司法長官にドメイン名の法的救済を求めることはできないと思われる。

## 支持者

### 議員

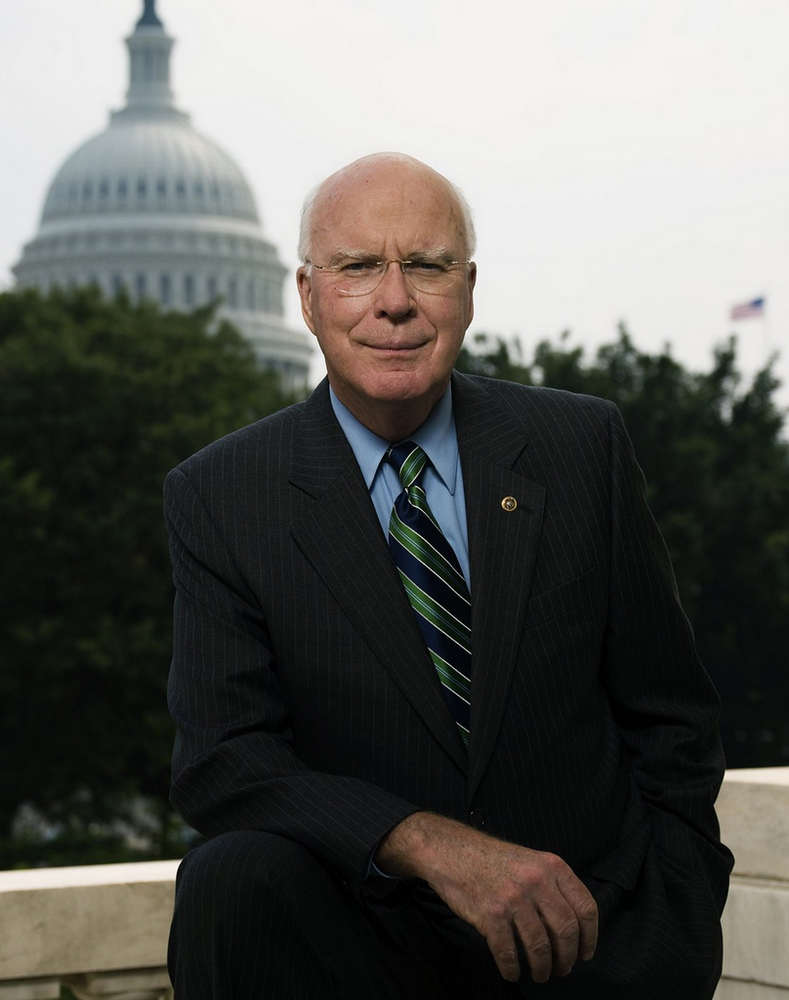
パトリック・リーヒ上院議員（D-VT）

知的財産保護法案（PROTECT IP Act）はパトリック・リーヒ上院議員の下で超党派議員の支持を得ており、2011年12月17日時点で40人の上院議員が賛成の意見を表明している。

### 支持企業・団体
PIPA法案は著作権や商標に強く関わる企業・労働団体の広範な支持を受けており、既に全米有線テレビ事業者連盟、独立映画・TV同盟、全米劇場経営者協会、アメリカ映画協会（MPAA）、全米監督協会（DGA）、米国音楽家連盟、米国テレビラジオ放送芸術家連盟、国際映画劇場労働組合、映画俳優組合（SAG）、全米トラック運転組合、国際ナッシュビル作曲家協会、アメリカ作曲家組合、バイアコム、政策刷新機関（Institute for Policy Innovation）、マクミラン出版社、アクシュネット・カンパニー、アメリカレコード協会（RIAA）、著作権同盟（Copyright Alliance）、NBCユニバーサルが賛同の意を表明している。
アメリカ商工会議所とアメリカ労働総同盟・産業別組合会議（AFL-CIO）は一体となってこの法案を支持している。2011年5月と9月には"ならず者" 不正サイトを閉鎖し米国の知的財産を保護するため、それぞれ170と359の企業・団体が法案への支持を表明する書簡に署名し、議会に送付された。署名した企業・団体のうち、主なものに全米製造業者協会、中小企業・起業家評議会（Small Business & Entrepreneurship Council）、ナイキ、1-800 Pet Meds（ペット用品通販）、ロレアル、ロゼッタストーン、ファイザー、フォード・モーター、レブロン、NBA、SONYなどがある。米商工会議所のデビッド・ハーシュマンは、2012年1月の政治議論に不快感を示し、自由が失われるとかネット検閲だとかの主張は「この法案の本質とはまったく関係が無い」と反論した。

### その他
憲法学専門でMPAAおよび関連商業団体の代理人である弁護士フロイド・エイブラムスは、米連邦議会に宛てて「知的財産保護法案（PIPA）は憲法上問題が無い」とした書簡を送っている。
2009年に、後にSOPA・PIPA 両法案の理論的根拠となった報告書「Steal These Policies」を刊行した情報技術・イノベーション財団（略称: ITIF。米国情報技術工業協議会の一部出資によって設立されたシンクタンク）のダニエル・カストロは、2011年3月に「オンラインにおける権利侵害および偽造防止法（COICA法）」を擁護して、「誰も『意図せず著作権を有する写真を掲載した個人サイトも削除する』なんて言っていない」と述べている。2012年1月、ITIFのシニア・リサーチ・フェロー（上級研究員）リチャード・ベネットは、同法案への批判はその内容を誤解しまた誇張しているとして次の様に述べた。「（同法案への）批判は、法案によって何が為されるか理解していないか、誤って伝えているかのどちらかだ。批判の論調はややヒステリックなもので、法案でやろうとしていないことに対して異議を唱え、言論の自由とか民主主義といった高尚な理念を掲げているが、実際のところその異議の内容と法案に書かれていることの間にはあまり関係がない。」

## 反対者

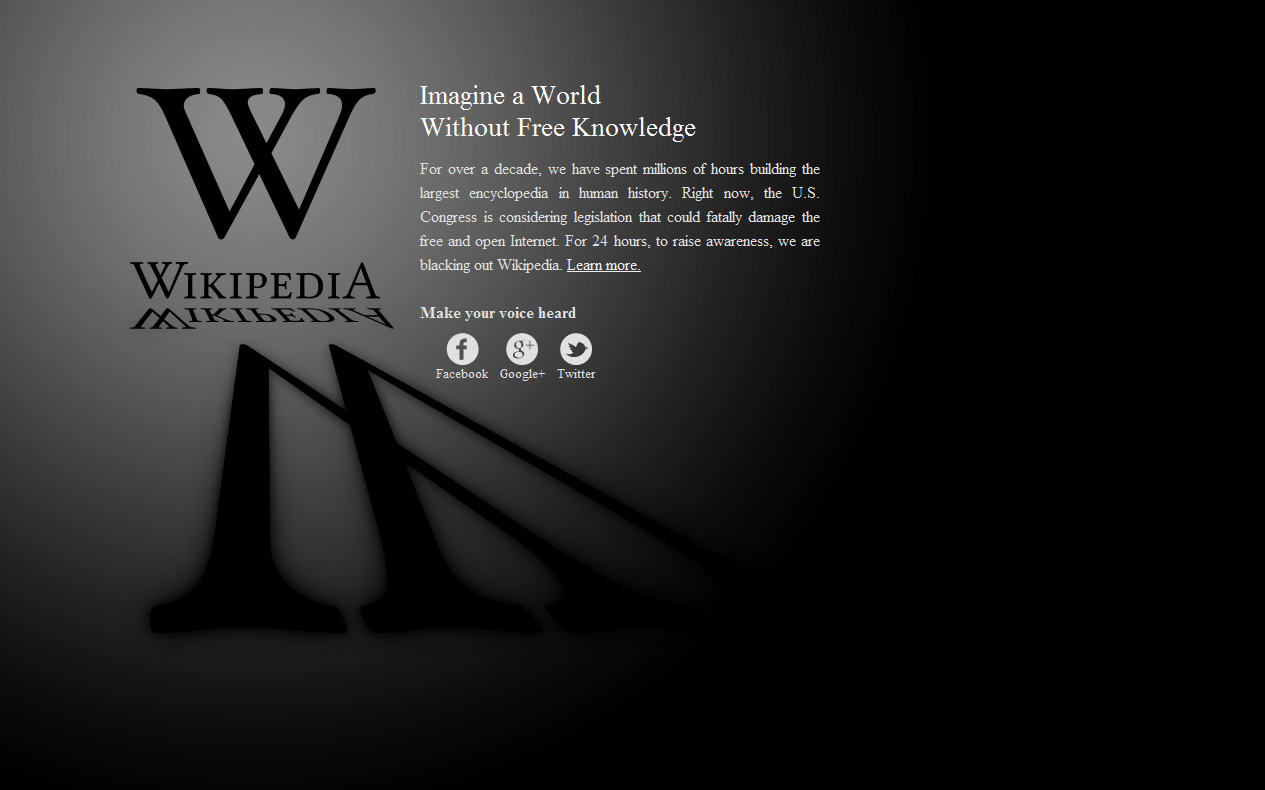
2012年1月18日、英語版ウィキペディアがSOPA・PIPA法案への抗議として24時間のサービス停止を行った際に表示された画面。

### 議員
オレゴン州選出ロン・ワイデン上院議員（民主党）は、法案に反対する姿勢を明確にしており、2011年3月の審議では言論の自由、イノベーション、ネットの統合性を損なう可能性があるとの懸念を表明して同法案をホールドした。マサチューセッツ州選出のスコット・ブラウン上院議員（共和党）もPIPA法案に反対し、また姉妹法案であるSOPAにも反対を表明している。
PIPA法案反対議員らは、代案としてOPEN法案（Online Protection and Enforcement of Digital Trade Act）を提出した。

### 企業・団体
Mozilla Corporation、Facebook、電子フロンティア財団、Yahoo!、eBay、アメリカン・エキスプレス、reddit、Google、国境なき記者団、ヒューマン・ライツ・ウォッチ、英語版ウィキペディア、アンサイクロペディア、など多数の企業・団体が法案に反対している。LinkedInの設立者リード・ホフマン、Twitterの共同設立者エヴァン・ウィリアムズ、foursquareの共同設立者デニス・クローリーらは法案に反対を表明した書簡に署名した。ティーパーティー・パトリオッツは、「消費者の不利益になる」として法案に異を唱えた。また連邦議会宛には、130ものIT起業家・幹部らが署名し、現行の法案の内容では「経済成長を阻害し、ネットでの創作・コミュニケーションやお金儲けを可能にしてきた合法的サービスにおけるイノベーションの活力を削ぐ」と訴えた法案反対の書簡が送られた。英語版ウィキペディアは2012年1月18日他のインターネットサイトと共同でPIPAおよびSOPA法案に抗議して24時間のサービス停止（ブラックアウト）を行った。この抗議運動に参加したサイトにはウィキペディアの他、Cnet、Cheezburgerサイトなどがある。

### その他
スタンフォード大学法学教授マーク・レムリー（Mark Lemley）、エロン大学助教デイヴィッド・レヴィン（David S. Levine）、テンプル大学法学教授デイヴィッドポスト（David G. Post）らはPIPAおよびSOPA法案を批判している。

## 問題点
2012年1月14日、ホワイトハウスは「オンライン海賊行為対策が合法的行為に対するネット検閲であってはならず、また大小さまざまなビジネスの活力を削ぐようなことはあってはならない」、また「サイバーセキュリティーを脅かしたり、インターネットの基盤を台無しにするような事態は避けねばならない」とする声明を発表した。

### DNSブロッキング・リダイレクトに対する批判
当初この法案には、不正サイトをインターネットの仮想”電話帳”（=DNS）から除去する手法が含まれていた。これはDNSリダイレクトと呼ばれ、ユーザーが不正サイトにアクセスしようとすると、DNSが同サイトの代りに政府の警告画面へとリダイレクトするという仕組みである。
NPO団体パブリック・ナレッジのシャーウィン・シー（Sherwin Siy）によると、かつてドメインをブロックすることでオンライン著作権侵害を防ごうとした際、DNSの破壊行為でありインターネットのグローバルな機能性を脅かすとして批判を招いた件があるが、この法案はそれと大差ないという。世界中のドメインネームサーバは同一リストをもつことになっているが、PIPA法案に従えば米国内のサーバだけが世界中のサーバとは異なるデータを持つことになり、URLの普遍性が損なわれることになる。  
スティーブ・クロッカー（Steve Crocker）、デイヴィッド・ダゴン（David Dagon）、ダン・カミンスキー（Dan Kaminsky）、ダニー・マクファーソン（Danny McPherson）、ポール・ヴィクシーの5人のインターネット・エンジニアによるホワイトペーパーでは、この法案のDNSリダイレクト条項は「技術面およびセキュリティ面での重大な懸念を引き起こし」、「インターネットを破壊」しかねないと言及されたが、一方で他のエンジニアや法案支持者らはこうした懸念は根拠に欠け評価に値しないとしている。
ある法学教授のグループは、クロッカーらのホワイトペーパーを引用し、知的財産保護法案（PIPA）とオンライン海賊行為防止法案（SOPA）は意図していたのと逆の効果をもたらすもので、法案が施行されればインターネット・ユーザーは規制されていない代理DNSを利用するようになり、結果として政府によるインターネット規制実施が困難になるとしている。また両法案の合憲性にも疑問を投げかけ、法案によって技術面で破滅的な事態となる可能性があり、また米国のインターネット関連法体制がより抑圧的なものになることを懸念した。さらに両法案によって引き起こされるのは「一方的な訴訟以外の何物でもない。つまり一方の側（検事、原告）は証拠を提出する必要がありながら、（"被告"となるのはサイト運営者ではなくドメインネームそのものであるため）侵害行為をおこなっているとされたサイトの運営者側は裁判に出廷したり、もっと言えば、自分のサイトにおいてある行為が係争中であることを認識する必要すらない。これは、意見を聞く公正な機会を与えることなくその人（運営者）の所有物（サイト）を奪うことであり、単に法手続きの原則に違反するだけでなく、憲法修正第1条で保障された言論の自由の権利を剥奪する違憲な法律を制定することに他ならない。」としている。
2011年3月に公開されたFirefoxのアドオン MAFIAAFire はドメインを差し押さえられたサイトにアクセスする際代理のドメインにリダイレクトする機能をもつ。Mozilla Foundationは米国土安全保障省（DHS）からこのアドオンを削除する様に要請をうけたが、Mozillaはこれに対応していない。逆にMozillaの法律顧問は同要請の正当性を示す法的根拠など、情報の開示を国土安全保障省側に求めている。
情報技術・イノベーション財団（ITIF）は、この法案におけるドメインネーム救済措置は現状行われているスパムやマルウェア対策によって効果がないものになるとの懸念を示している。ITIFのアナリストであるダニエル・カストロによると、DNSブロッキングは、オランダ、オーストリア、ベルギー、フィンランド、韓国などいくつかの民主主義国家で"インターネットを破壊"することなく行われている。ITIFのCEOは、DNS条項を自動車のドアロックに例え、確かに完全に信頼をおけるというものではないが、それでもやはり便利ではあると述べている。
2012年1月12日、上院司法委員会委員長のパトリック・リーヒ議員は、論争を呼んだDNSフィルタリング条項をPIPA法案から削除する意向であると発言した。リーヒ議員は「うちのスタッフには他の上院議員に『法案の最後の1ピースは取り止めた』と言っていいと伝えてある」、続けて「そうすることで今ある反対意見の多くがなくなるだろう」と述べた。関連法案SOPAの起草者であるラマー・スミス下院議員もSOPAからDNS条項を削除する考えであることを明らかにした。

### 市民的自由の問題
憲法修正第1条研究の専門家であるハーバード・ロー・スクール教授ローレンス・トライブと弁護士マーヴィン・アモーリは、法案がターゲットにしているのは海外の不正サイトだけではなく、「単に侵害を‘助長’したり‘可能に’したりした国内のサイト」にまで拡大して適用されうるとして、「したがって、法案の文言によると、YouTubeやTwitter、Facbookなど合法的なサイトにおける非常に多くの言論が法の対象ということになる」と、PIPA法案が言論の自由に与える影響についての懸念を提起した。またアモーリはPIPA・SOPA両法案は「狙いを外し、著作権侵害していない言論を沈黙させてしまう結果になるだろう」と述べている。  
電子フロンティア財団のアビゲイル・フィリップス（Abigail Phillips）も、どういった要件で著作権侵害サイトと特定されるのかが不明確であるとして法案を批判している。例えば、もしウィキリークスが著作権で保護されたコンテンツを配布したとして訴えられ、米国の検索エンジンがウィキリークスを示す検索結果を裁判所命令によってブロックしたとした場合、検索エンジンにウィキリークスそのものへのリンクをまるごと除去するよう要請する　ことは、サイトに掲載されている合法的コンテンツに関する言論の自由の問題（ウィキリークスに掲載された合法的な他のコンテンツを閲覧する権利侵害の問題）が浮上することになる。 
Google会長エリック・シュミットは、PIPA法案で求められている手法は複雑な問題をあまりにも簡単に解決しようとしていると指摘し、DNSエントリを削除するやり方は言論の自由の観点から問題があり、中国の様な、より寛容さに欠けるインターネット環境への一歩となりうると述べた。世界最大の検索エンジンを運営する企業の会長として、シュミットは「もしDNSにX（何か）をしろと要求する法案が上院・下院を通過し、大統領がそれに署名したとしても、私たちはその法案に同意せず闘い続ける」と述べている。
憲法学専門の弁護士フロイド・エイブラムスは「知的財産保護法案は言論やコミュニケーションの自由を強要したり禁じたりするものではない。…そのウェブサイトまたはドメインが、司法長官が行動を起こすのに適当かを決めるハードルは高く設定されている」と述べている。

### ユーザー投稿型サイトに対する懸念
反対派は、PIPA法案はインターネットコミュニティに悪影響を及ぼしかねないと警告している。例えば、ジャーナリストのレベッカ・マッキノンはニューヨークタイムズの論説欄で、企業に利用者の行動の責任を取らせることはYouTubeのようなユーザー投稿型サイトを萎縮させる効果をもつと論じ、「中国のネット検閲システムであるグレート・ファイアウォールと、その目的は違っても、実際的な効果は同じようなものになる」と述べている。
新米国研究機構の政策アナリストは、この法律は、たった一つのブログの投稿を理由としてドメインすべてを削除するような法の行使を可能にし得るもので、「全体としてほぼ問題のないインターネットコミュニティでも、極僅かな人々のとった行動によってコミュニティ全体が罰せられる可能性がある」と主張している。

### 企業・経済面での問題
米国議会調査局（CRS）による法的分析では、アメリカン・エキスプレスやGoogleといった反対派の懸念、つまり法案で民事上の訴訟権が認められた場合、コンテンツ製作者からの無数の訴訟が起こされ、時代遅れのビジネスモデルを保護し、その結果インターネットの革新を抑圧することになる、と言及している。Google副社長・法務責任者のケント・ウォーカー（Kent Walker）は「法案で民事上の訴訟権を認めるべきではない。もし認めたら、”荒らし”が訴訟を起こして、法を遵守しようと誠実に努力している中間業者やサイトから金を巻き上げようとするような事態になるだろう」と議会公聴会で証言した。
米映画協会（MPAA）は「不正サイトは映画・TV業界の雇用を危機にさらす」として、政府系および独立系調査機関（調査会社Envisional Ltd.を含む）の調査結果をまとめ、ネット上のコンテンツの4分の1は著作権を侵害していると結論づけた。アメリカレコード協会（RIAA）は、オンライン海賊行為による損失額は125億ドルにおよび、70,000人以上の雇用が失われたとする2007年のInstitute for Policy Innovation（IPI）による調査結果をあげている。
「もしデジタルミレニアム著作権法を修正する必要があるのなら、関連団体で話し合って決めればよい。コンテンツ産業のロビイストがつくった法案を拙速に議会を通過させるやり方ではなく。」ベンチャーキャピタリストでビジネス・インサイダー誌のコラムニストフレッド・ウィルソンは、同誌10月29日版で上院・下院のPIPA/SOPA法案がデジタルミレニアム著作権法のセーフハーバー条項に及ぼす変化についてこのように主張し、「今の時代、主要な輸出企業であり雇用創出の元となっているのは、Apple、Google、Facebookといった大企業、またDropbox、Kickstarter、Twilioなどの新興企業だ。こうした会社は金の卵を産む"金のガチョウ"であって、斜陽産業を保護するために金のガチョウを殺すことはできない。」と述べた。法案を遵守するためには法律関係、技術面、管理面で高額なコストがかかるため、小規模ビジネスや新規企業には過度の負担となりえる。

## 法案に対するネット上での抗議活動と採決延期
2012年1月18日、SOPA・PIPA法案への抗議として英語版ウィキペディアがサービスを一時停止するなど、ネット上で抗議の輪が広がった。これを受けて議員の中には法案支持を再考するものも現れ、1月20日上院院内総務であるハリー・リード議員はPIPA法案採決を無期限に延期すると発表した。起草者であるリーヒ上院議員も声明を発表し、リード議員の決断に理解を示しつつも、次の様に述べている。「だが、こうした流れを作り出した上院議員たちはいつの日か、きわめて重要な問題に脊髄反射的な反応を取ってしまったことを振り返り、その意味を思い知るだろう。今も中国やロシアのどこかで、また米国の知的財産に敬意を払わない他の多くの国のどこかでコピー商品や盗んだアメリカ製コンテンツを売ることに明け暮れている犯罪者たちは、米国上院が『どうやって海外の犯罪者が我々の経済に損失をもたらすのを止めさせるかについては議論する価値もない』とした決断をほくそ笑んでみている。」